# 上比利牛斯省
上比利牛斯省（法語：Hautes-Pyrénées，法語：[ot piʁene] ⓘ）是法國奧克西塔尼大區所轄的省份。該省編號為65。

## 地理
上比利牛斯省由几个不同的地理区域。其南部与西班牙边境相连，由山脉组成，主要為庇里牛斯山脈，中间的区域为连绵起伏的丘陵，北部为平坦的农业用地。
塔布是该省的首府，也是经济中心。卢尔德则为第二大城市，也是全法国天主教最大的朝圣地。其他有名的城镇包括巴涅尔德比戈尔、比戈尔地区维克（Vic-en-Bigorre）、拉巴斯唐斯-德比戈尔（Rabastens-de-Bigorre）、莫布尔盖（Maubourguet）和拉讷默藏（Lannemezan）。